# かえるにょ・ぱにょ〜ん
『かえるにょ・ぱにょ〜ん』は、日本のゲームブランド・アリスソフトから1997年8月29日に発売されたアダルトゲームである。その後2000年9月14日に廉価版として再発売された。本作はアリスソフトの「にょ」シリーズ第1作であり、本項では同シリーズ2作目のゲーム「かえるにょ国にょアリス」（『20世紀アリス』収録）についても述べる。

## システム・作品設定
本作はタクティカルRPGに分類され、戦闘シーンは駒を移動させるタクティカルコンバット形式で進行する。しかしながら、1ターン終えるたびにボード自体が1マス分スクロールされ、画面外に出てしまったキャラクターは戦闘不能に陥るシステムとなっていた。画面外に出てしまわないようにするには、パズルのようにキャラクターの配置などを変えるなど的確に状況をつかんで進むことが必要になる。主人公のポロンは最後尾からのスタートで、毎ターン1マスしか移動できないため、プレイヤーは引き連れている少女7名を操作してポロンを守りながら障害を乗り越える。
『かえるにょ・ぱにょ〜ん』はアリスソフトの「にょ」シリーズの第1作に当たり、タイトルのうち「かえる」は「城に帰る」に、「にょ」はヒロインの一人であるアリエッタの口癖に、「ぱにょ〜ん」は主人公ポロンが「ぱにょん」という名の生物に姿を変えられたことにそれぞれ由来している。本作の舞台となるパランチョ王国はRanceシリーズと同じ世界に存在し、自由都市の隅っこの方に位置する。また装備アイテムで、ケイブリスの指輪やホーネットの指輪など、Ranceシリーズに出てくる魔人達の名が付いたアイテムも登場する。

## ストーリー
平和な国であるパランチョ王国の王子ポロンは、父のペペロン国王の命により、兄と次期王の座を賭けて試練に挑むことになる。試練の内容は世にも珍しい品を探す出し持ち帰ってくること。ポロンは王国軍総大将の兄ピッテンこそが王に相応しいと思っており、乗り気ではなかったが、王の命であるため渋々旅に出ることになった。
ポロンは適当な珍しい品を探してるうち、国から遠く離れた場所まで来てしまう。そこで出会った魔法使いの老人の罠にハマってしまい、変な生物（ぱにょん）に姿を変えられ、その老人は姿を消してしまう。元に戻る方法も分からず、戦闘力も低下した身体にされて途方にくれていた時、悲鳴が聞こえた。声がする方に行ってみると、女殺しの集団に囲まれる7人の少女達がそこにいた。
ポロンは自分の今の姿を忘れ少女達を助けるが、代わりに女殺し達にコテンパンにされてしまう。傷ついた姿で森から出てきた所を、先程助けた少女達に今度は逆に助けられ、自分に起きた出来事を話す。話を聞いた少女達はパランチョ王国まで一緒に旅をしてくれる事になり、ここから物語が始まる。

## 登場人物

### ポロン一行
ポロン・チャオ
パランチョ王国の王子。15歳。知の才能に恵まれ神官として優れた力を持ち、又格闘家としての実力も兼ね備えている。育ちのせいで人を疑う事を知らず、簡単に騙されてしまう。王になる気がまったく無く、兄のピッテンの方こそ王に相応しいと思っている。ニコペリに罠にはめられ、見たことも無い生き物（ぱにょん）に姿を変えられる。この姿にはモンスターを惹きつける能力があり、普段は出てこないはずの場所でもモンスター達がポロンを狙って現れる。本来の能力も殆ど無くなってしまっている。
アリサ
正義感が強く曲がったことが嫌いな、おっちょこちょいの元気娘。身体能力は高いが、反面魔法の才能は低い。意外と俊足。
ライラ
無口で冷静沈着な娘。過去に何かがあったようだが口には出さない。かなりの恥ずかしがり屋。力が強い。
シャルム
男勝りな性格で、喧嘩っ早く言葉遣いは悪いが、心優しいおてんば娘。動きが俊敏。
アリエッタ
7人の中で一番幼い。だが見た目よりしっかり者で、物理的に打たれ強い娘。語尾に「にょ」と付ける時がある。
エレーン
7人の中で一番年上。面倒見が良く、他の6人の姉的存在。
キャロット
ポロンと同じく人を疑う事をしらず、何事も真に受けてしまう純真な性格。おっとりしているが根性はある。
ウィンディ
気が強く負けず嫌いの性格だが、恐がりな面もある。7人の中で一番の物知りで、魔法の素質が高い。

### その他のキャラ
ペペロン・チャオ
パランチョ王国の国王。60歳。ポロンとピッテンに次期王の座を賭けた試練を出す。
ピッテン・チャオ
パランチョ王国軍の総大将で、ポロンの兄。23歳。ニコペリにポロンを罠に掛けるよう命じた。
ニコペリ
ピッテン付きのパランチョ王国宮廷魔法使い。ポロンを罠にはめる。
ヤマネ
ポロンがトトチャウネと言うレベル神を呼ぼうとして出てきた、異世界の超レベル神。レベルアップだけではなく、本来この世界では出来ないはずのクラスチェンジもやってくれる。捕獲した女の子モンスターを特定の組み合わせで渡すと、クラスチェンジに必要なアイテムと交換してくれる。また、同じ女の子モンスターを数回渡すと、その女の子モンスターをヤマネが辱めるCGが見られる。

## スタッフ
- ゲームデザイン・キャラクターデザイン：ぷりん[5]
- 主人公・女の子メインキャラ原画：KarenX
- 男キャラ原画：織音

## 反響
書籍『美少女ゲームマニアックス』（キルタイムコミュニケーション発行）に掲載されたアリスソフトを紹介する記事では、同ブランドによる「実験的なタイトル」の1つとして本作『かえるにょ・ぱにょ〜ん』が挙げられており、そのなかで「不思議なSLG」とも表現されている。

## 関連商品

### ゲーム作品
かえるにょ国にょアリス
「にょ」シリーズ2作目に当たり、2000年12月7日に発売されたバラエティソフト『20世紀アリス』に収録されてリリースされた。こちらは『かえるにょ・ぱにょ〜ん』のシステムを流用しており、キャラクター「アリスちゃん」がアリスソフトのゲーム作品に登場する登場人物を引き連れ、行方不明の諭吉を探しにいくという物語になっていた。

### カードゲーム
Lycee
シルバーブリッツのトレーディングカードゲーム、Lyceeに参戦している。収録エキスパンションは、Alicesoft2.0など。